# Maciej Stuhr
Maciej Jerzy Stuhr (nacido el 23 de junio de 1975) es un actor, comediante y director de cine ocasional polaco.

## Vida y carrera
En 1999, se licenció en psicología en la Universidad Jaguelónica antes de pasar a estudiar actuación en la Academia de las artes teatrales de Cracovia, que terminó en 2003. Se hizo conocido por sus imitaciones de actores e intérpretes polacos, como Gustaw Holoubek y fundó el cabaret Po Żarcie, donde escribió la mayor parte del material. En 2013, recibió el Premio del Cine Polaco al Mejor Actor por su papel en la película dramática El secreto de la aldea de Władysław Pasikowski.
Entre otros, es conocido por su papel de Kuba Brenner en Chłopaki nie płaczą y Piotr en el Dekalog: Ten de Krzysztof Kieślowski.
En 2006, fue coanfitrión, junto a Sophie Marceau, de la 19.ª edición de los Premios del Cine Europeo celebrada en Varsovia. Desde 2008 es miembro del Nowy Teatr, dirigido por el director artístico Krzysztof Warlikowski. El mismo año recibió el premio Zbigniew Cybulski al mejor actor joven.

## Vida personal
Es hijo del actor Jerzy Stuhr y de la violinista Barbara Kóska. Tiene una hermana menor llamada Marianna (nacida en 1982). Sus antepasados llegaron a Cracovia desde Baja Austria en 1879. En 2015 se casó con Katarzyna Błażejewska.
También se destaca por su apoyo a la comunidad LGBT en Polonia, trabajando con la Campaña contra la Homofobia.

## Filmografía seleccionada
| Año       | Título                             | Papel             |
| --------- | ---------------------------------- | ----------------- |
| 1988      | Decalogue X                        | Piotr             |
| 1991      | V.I.P.                             | Niño              |
| 1991      | Les Enfants du Vent                | Olek              |
| 1993      | Uprowadzenie Agaty                 | Periodista        |
| 1997      | Love Stories                       | Ikonowicz         |
| 1999      | Chłopaki nie płaczą                | Kuba Brenner      |
| 1999      | Krugerandy                         | Panicz            |
| 1999      | Fuks                               | Aleks             |
| 1999      | O dwóch takich, co nic nie ukradli | Kiciuś            |
| 1999      | Wszystkie pieniądze świata         | Burek             |
| 2001      | The Spring to Come                 | Hipolit           |
| 2001      | Julie Walking Home                 | Piotr             |
| 2001      | Poranek kojota                     | Kuba              |
| 2001      | Wszyscy święci                     |                   |
| 2003      | Baśń o ludziach stąd               | Newton            |
| 2003      | Pogoda na Jutro                    | Son               |
| 2004      | Wesele                             | Mateusz           |
| 2004      | Glina                              | Artur Banaś       |
| 2005      | Solidarność, Solidarność...        | Tomek             |
| 2006      | Fundacja                           | Darek Koliba      |
| 2006      | Francuski numer                    | Chwastek          |
| 2007      | Testosterone                       | Sebastian Tretyn  |
| 2007      | Korowód                            | Tomek             |
| 2007      | Wino truskawkowe                   | Janek             |
| 2008      | 33 Scenes from Life                | Piotr             |
| 2008      | Glina 2                            | Artur Banaś       |
| 2009      | Operacja Dunaj                     | Florian           |
| 2009      | Mistyfikacja                       | Łazowski          |
| 2010      | Śluby panieńskie                   | Gustaw            |
| 2011      | Daas                               | José II           |
| 2011      | Listy do M.                        | Mikołaj (Santa)   |
| 2012      | Obława                             | Henryk Kondolewiz |
| 2012      | El secreto de la aldea             | Józek Kalina      |
| 2012      | Drogówka                           | Zaręba            |
| 2013      | Walesa. El hombre de la esperanza  | Priest            |
| 2016      | Planet Single                      | Tomek             |
| 2016-2017 | Belfer                             | Paweł Zawadzki    |
| 2018      | Planet Single 2                    | Tomek             |
| 2018      | Juliusz                            | Damian            |
| 2020      | Hater                              | Paweł Rudnicki    |
| 2021      | Powrót do tamtych dni              | Alek              |